# Ананурі
Фортеця Ананурі розташована в  Грузії на Військово-грузинській дорозі за 70 км від Тбілісі там, де вливається в Арагві невелика річка Ведзатхеві. Ананурі служила головним опорним пунктом для грізних арагвських Еріставів, правителів цього краю.

## Історія

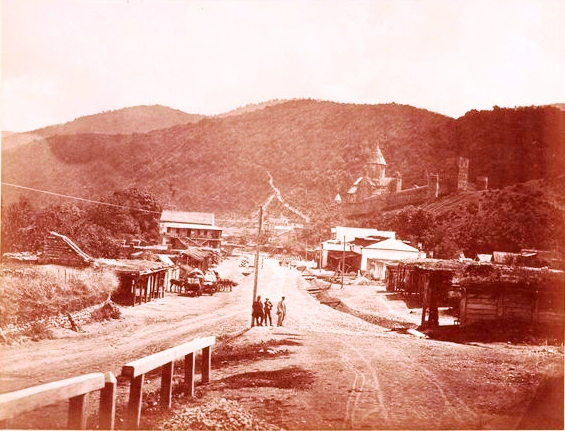

Фортеця належить до ранньої феодальної епохи і служила форпостом оборони, перекриваючи дорогу, що веде з Дарьяльскої ущелини.
Резиденцією еріставства в XVII було місто Душеті. Головна дорога з Душеті на північ проходила через вузьку ущелину Ведзатхеві, і при злитті цієї річки з річкою Арагві створювалися природні ворота. На такому вдалому місці Еріставі спорудили спочатку башту, а через деякий час — фортеця Ананурі, яка стала надійним укріпленням.
Про життя мешканців Ананурського замку в історичних джерелах майже нічого не повідомляється до двадцятих років XVIII ст.
Відомо, що фортеця захищала центральну частину еріставства, при нападах вона прикривала відступ в гори, як місцевих жителів, так і населення центральних частин країни.
Перші відомості про події, що стосувалися Ананурі, можна знайти у історика Вахушті Багратіоні, в описах ворожнечі Еріставі один з одним у XVIII ст.
Ананурі відіграє чималу роль і в початкові роки XIX століття, після приєднання Грузії до Росії. Перший час тут постійно перебував російський гарнізон. Він охороняв головну магістраль, що сполучає Грузію з Росією і підтримував порядок в краї.
У 1812 р. горяни здійняли повстання, однак заволодіти фортецею їм не вдалося. Вислане підкріплення з Тбілісі жорстоко придушило повстання.
Надалі Ананурі деякий час ще служив опорним пунктом російським військам. Передбачалося навіть побудувати тут військове містечко, був розроблений навіть проєкт, який так і не був здійснений.
Після відходу російських військових частин фортечні споруди залишилися без нагляду, і фортеця прийшла в запустіння.
Зараз від грізного замку залишилася лише цитадель.
На її території розташовано три храми і башта з пірамідальним дахом — найперша будівля на місці фортеці.
Замок Ананурі запропонований до включення до списку  Світової спадщини ЮНЕСКО.

## Світлини

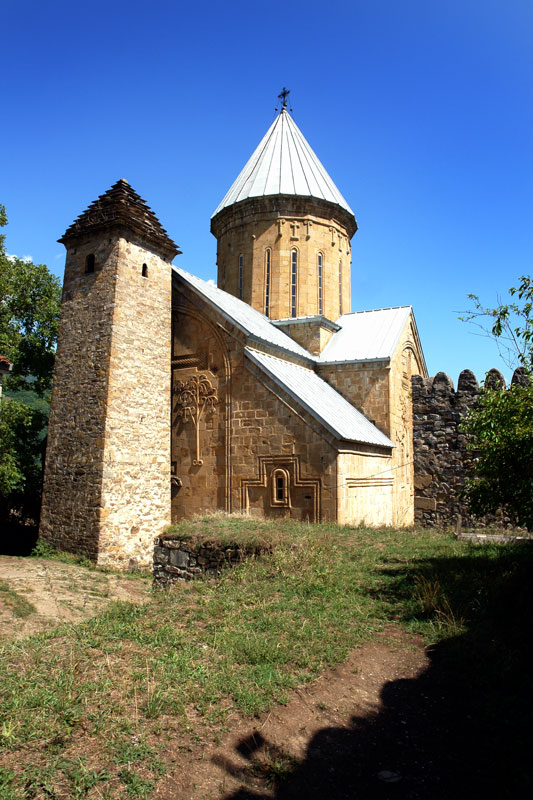
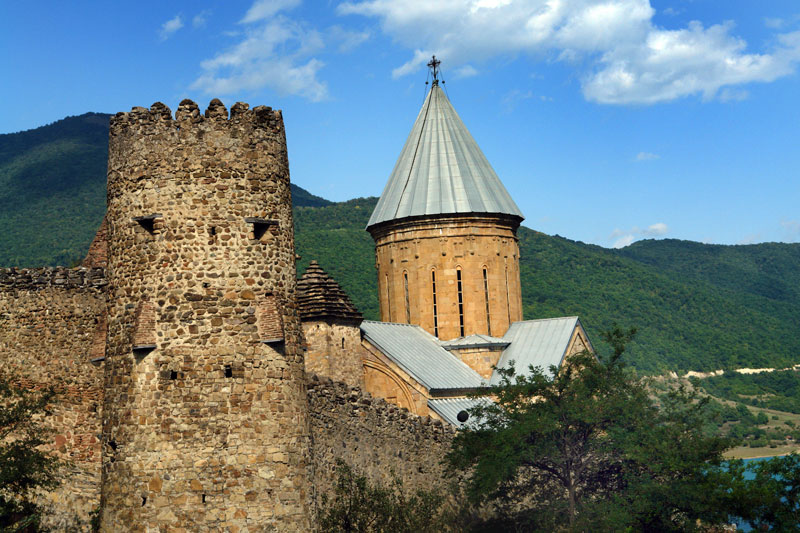
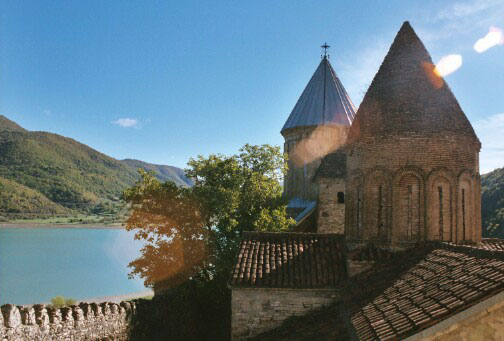
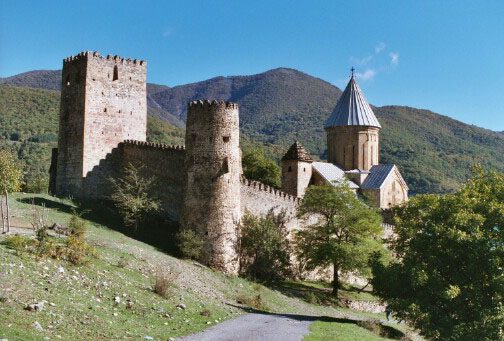
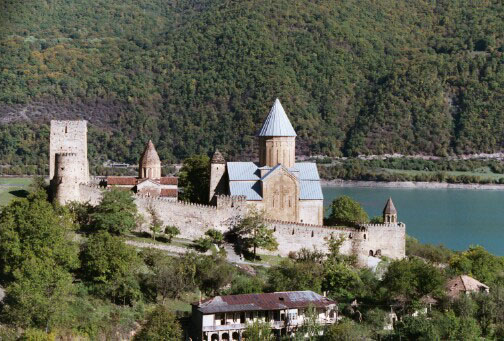
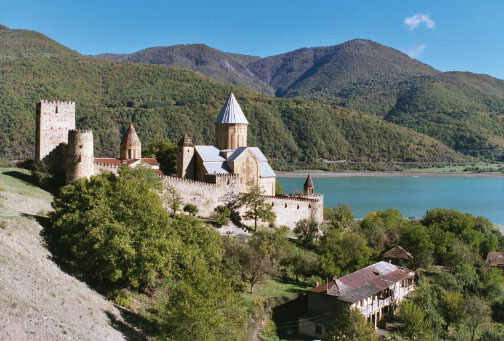
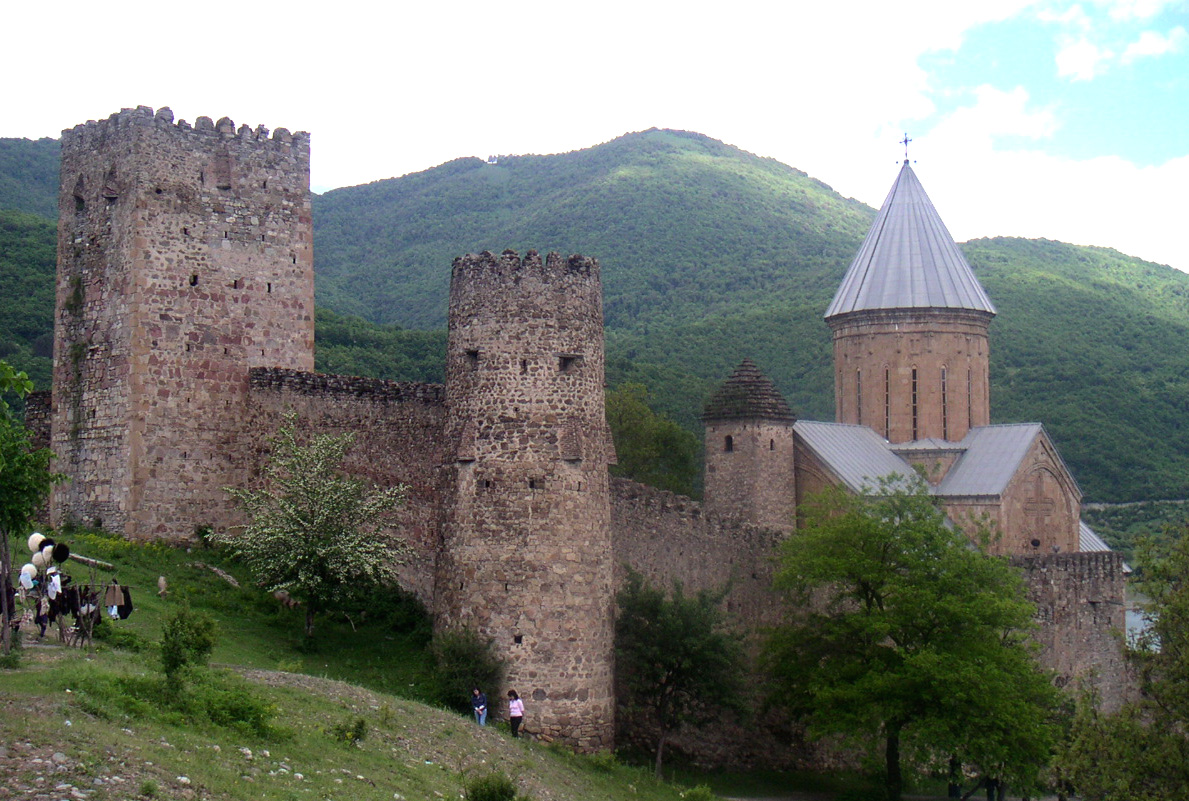